# 張淨思
張淨思（英語： Flora Cheung Ching-sze，別名 : Flowerambient，5月22日—），香港模特兒、演員、網絡紅人。性格爽朗、思想開放，作風大膽的她，最初出道是女性裸體藝術模特兒，在2009年參選第44屆香港工展會工展小姐選舉，因裸照事件引發爭議， 在2011年主持Now TV「冰火頻道」的裸體廚藝節目《冰火廚房》，藉此博取知名度，以赤裸的身體配上透明圍裙（即俗稱 “真空上陣” ）被成為焦點，故被封為「冰火女廚神」，最驚人的熱話，不僅轟動香港，外國媒體也爭相報導。另外，在Facebook專頁自揭在李思捷的家中喝酒。現時居住在中國內地深圳巿。

## 出道前的經歷
張淨思出生於香港，祖籍中國山東，自小缺乏家庭溫暖，父母離婚，後來少女時期隨父移民澳洲，於當地入讀悉尼卡靈福德高中學校，之後升讀悉尼大學電腦科學系，偶爾每年夏天來港，在當地生活13年。為求回流香港生活而與不愛結婚的富家子結婚，之後分居，並長期沒有與家人聯絡，後來入讀香港演藝學院粵劇系。

## 步藝術家之路
在做模特兒之前，曾做粵劇和木偶劇表演，因為藝術表演工作收入不多，香港政府沒有對藝術方面給予太多資源的支持，令她無力交付房租，所以不得不另想出方法的是最初從網上介紹做女性裸體藝術模特兒，她說尤其是在香港，較少數女性成為裸體藝術模特兒，此外，在澳洲就學時期看到外國女性模特兒 (特別是西方女性) 的裸體藝術照片、人體彩繪和裸體畫後接觸此工作，除了可以賺取很多金錢外，還為了追求藝術美感 ，她成為裸體藝術模特兒，內容是油畫、素描、人體彩繪和私影，有時做時裝攝影模特兒，首次私影是在筲箕灣聖馬可中學舊址廢墟，更表示與著名攝影師合作，善變的她，當做此工作很無聊，還想兼做演員。

## 工作活動流程
高峰時期是從2008年起截至2019年上半年，從事演員、宣傳模特兒、時裝模特兒、裸體藝術模特兒，偶爾做職業SM女王，不僅在香港該工作有關活動，還赴中國內地商演和外國模特兒工作旅行，此外，主要收入來源是中國內地及新加坡。
從2019年6月9日起，因應在香港各區發生反修例示威演變成嚴重的激烈騷亂和2019新型冠狀病毒在全球擴散，令她減少工作活動，人生進入低潮，由於前者事件，因此無法在香港演藝界工作，不得不轉職為Fitness Formula健身中心網紅，後來前往日本兵庫縣淡路島演出雲翔影片《十三門徒》及新加坡做廣告模特兒等，偶爾做職業SM女王和經營在Facebook網店群組，後者期間在香港該活動遭到局部暫停或延期和無法前往外國模特兒工作旅行而失業，以靠網上直播平台維持生計，但在疫情暫時緩和期間，仍偶爾演出電影兼做裸體藝術模特兒及瑜伽導師。直到在2021年，聲稱由於尤其是這年10月在香港沒有工作收入，因此在這年11月起前往中國內地，後來在馬來西亞和新加坡工作活動，但偶爾在香港演出電影。
在2023年，因應香港及中國內地免檢疫隔離通關，以便兩地往來，令她的工作活動漸見復甦。偶爾做職業SM女王，後來被聘請拍攝做餐飲店廣告代言人而認識 “奧冠星娛樂公司” （OPGI 東明集團）的女經理人，並簽訂10年藝人合約，據Facebook專頁稱，她的生日原本是5月22日，但該經理人說藉著 “520” 即是 “我愛你” 的普通話諧音迎合她，因此提早在這年5月20日舉辦她的生日會上補簽藝人合約儀式，當簽訂該合約之後，她將會在演藝及模特兒工作發展。因應香港房租過高問題的關係，於是她在這年6月移居中國內地深圳，但仍然深港兩地活動往來。

## 事件爭議
在2009年12月20日，參選第44屆香港工展會工展小姐選舉期間，因被媒體報道稱在網上洩露裸照而個人問題自行退選，被網友質疑她身為該會佳麗竟然拍裸照，她代表主要開辦游泳訓練班的文理體藝會，被媒體查詢該會相關單位時，職員承認有同名佳麗參賽，但表示因化妝問題，未能確定裸照是否同一人。聲稱「職業窮鬼藝術家 (窮藝術家) 」，並在她的前Facebook職業裸體模特兒專頁公開了大量的裸體藝術照片和裸體油畫，引起愛好者追蹤並對此評價兩極，她得悉被麻煩的網友追蹤，為了避開唯有是完全刪除該專頁，後來在2010年9月20日起，重新另設為演員兼模特兒專頁。接受網上電台Uonlive談話節目訪問時，說被無良攝影師未經她的同意下向香港某娛樂雜誌的記者洩露，她對此事並不知情和表氣憤，更說該攝影師拍攝的照片沒有藝術美感，表示下次要小心地與攝影師合作，只可邀請較為有深度的著名藝術攝影師，包括外國人，但拒絕接受業餘者。
舉辦該會的香港中華廠商聯合會發言人表示，當日突然收到相關商戶通知，指她因此退選，不會評論事件，又表示會方曾與參賽佳麗簽訂條款，訂明：若做任何事有損相關機構聲譽，會方便有權罷免其參賽資格。
曾經為她裸體藝術製作的香港人體藝術協會會長Simon得悉此事後在該會的網上論壇上表示，她可能要因此退選，但認為不必要，儘管因為她是裸體藝術模特兒，與其他藝術及正規時裝模特兒一樣是正當職業，不應影響該選美活動，若因為她的此藝術而被影響思維的評判，他們的極高水平有限。
該選美會的評判之一模特兒陳嘉容得悉此事後表示，裸照有時很難界定是淫褻還是藝術，在乎用甚麼眼光去看，該照片也要考慮出發點是為藝術還是色情，但西方國家早有不少裸體藝術模特兒，是很平常的事。
對於此爭議，該會的三甲佳麗表示自己沒有做甚麼事，不擔心工展小姐形象受損。冠軍的徐詩敏更力挺張淨思：裸體繪畫，在藝術角度並非負面。

## 人物
她是思想開放，對任何事情和人物，憑著智慧與直覺的人，不論男女是她的戀愛對象，但不會與對方結婚，曾經第一次結婚只是為了從澳洲回流香港生活而已，金句是「天生富貴命」，拒絕與頑固的人相處，接受與志同道合的人交友，愛為她與人增添生活情趣，更強調一向不愛名氣和賣藝不賣身，討厭愛管閒事和搬弄是非的人，並認為香港演藝界只是產生藝術與名氣副產品而已，興趣只是賺錢和藝術，聲稱在中學時期開始有很多人追求，在大學時期享受一夜情的隨便關係，在外國模特兒工作旅行期間，遇到或網上介紹外國的戀人，便享受簡單的浪漫生活。年幼時模仿美國已故天王巨星米高積遜跳舞，偶像是前藝人葉玉卿。在餘暇時活動是網上社交媒體及網上新聞等與熟人分享對此表達感受等、聽音樂、瑜伽、詠春拳、泰拳和健身運動，最近是跳彈床；多才多藝的她，擅長是鋼琴，已持有潛水牌照及瑜伽證書。身形比例平均，擁有35吋D罩杯胸部，被說稱下垂，其實是天然的，從昔日的胸大腰瘦到最近的健壯豐滿，配合在餘暇時做運動及控制飲食，仍能保持此身形。她喜歡身體部份是眼、背和腳。特點是右腳上的蝴蝶紋身。

## 影視作品、網絡、雜誌媒體

### 電影、微電影
在香港，大多數以做臨時演員為主，為拍攝裸露場面，被拍攝電影有關製作人員邀請下由她自薦參演，例如被香港演藝學院邀請她重拍香港版《驚魂記》中沐浴中被刺殺，商業電影方面，《3D肉蒲團之極樂寶鑑》中飾演同性戀丫鬟做愛及《樹大招風》中飾演報料人士為跑上車裸女等，其他電影及微電影中非裸露場面亦不少，與前者一樣，根據她的個性合適下演出。另外，其中於中國內地廣州電影《女神》則是主演。在網台謎米香港節目《天下任我行》中透露想演出以邪教為題材電影。
| 年份                  | 參演電影名称                                                                                     | 飾演人物                    |
| --------------------- | ------------------------------------------------------------------------------------------------ | --------------------------- |
| 2009年11月19日        | 《旺角監獄》(香港)                                                                               | 在卡拉OK店內黑幫成員的女伴  |
| 2009年 - 2010年       | 《3D肉蒲團之極樂寶鑑》(香港)                                                                     | 鐵玉香的同性戀丫鬟          |
| 2011年                | 《潮性办公室》(香港)                                                                             | 售貨員Flora                 |
| 2011年                | 《驚魂記》香港演藝學院重拍版 (香港)                                                              | 沐浴中被刺殺者              |
| 2011年10月25日        | 《酒徒》(香港)                                                                                   | 陪酒女郎                    |
| 2012年7月 - 2012年8月 | 《Stories Forlorn - Hong Kong Rebels》(香港 全英語對白)                                          | 交際花                      |
| 2013年4月             | 《女神》(中國廣州 粵語 / 普通話對白)                                                             | 同性戀者 - 莫曉彤           |
| 2013年                | 《同流合烏》(香港)                                                                               | BDSM調教女王 (面具女)       |
| 2013年                | 《爛滾夫鬥爛滾妻 》(香港)                                                                        | 潘金蓮                      |
| 2013年3月 - 2014年    | 《重口味》之「驚嘩春夢」(香港)                                                                   | SM女王                      |
| 2014                  | 《澀青298-03》(香港)                                                                             | 情人                        |
| 2016                  | 《樹大招風》(香港)                                                                               | 報料人士                    |
| 2016                  | 《選老頂》(香港)                                                                                 | 鋼管舞女                    |
| 2016                  | 微電影《請叫我偵探大人之幽靈殺機》(日語 : 探偵様と呼んてください · 亡霊の殺意) (香港 全粵語對白) | 女教師                      |
| 2017年                | 微電影《Four Muffins》(香港 全英語對白)                                                          | Diva                        |
| 2018年1月24日         | 《G殺》(香港)                                                                                    | 龍爺的眾多女朋友之一 (妓女) |
| 2018年7月1日          | 《幻舞繩真》(香港 / 中國廣州)                                                                    | 國際犯罪集團主腦            |
| 2018年11月            | 微電影《逆心》(香港 全粵語對白)                                                                  | 話劇團團長                  |
| 2019年10月            | 《十三門徒》(日本實地拍攝)                                                                       | BDSM調教女王                |
| 2020年3月3日          | 微電影《義本無毒》(香港)                                                                         | 派對吸毒女郎                |
| 2020年9月             | 微電影《完美男友》(香港)                                                                         | 女朋友                      |
| 2020年12月            | 微電影《糖街製片廠》(香港)                                                                       | 校服女子                    |
| 2021年8月             | 電影《掃毒3人在天涯》(香港)                                                                      | 途人                        |
| 2022年6月             | 電影《夜校》(香港)                                                                               | 妓女                        |

### 電視劇、綜藝節目
| 年份                          | 參演电视剧、綜藝節目名称                                                                | 飾演人物（劇）、演出（綜） |
| ----------------------------- | --------------------------------------------------------------------------------------- | -------------------------- |
| 2011年1月                     | Now TV收費成人台「冰火頻道」裸体廚藝節目《冰火廚房》                                    | 冰火女廚神 (主持)          |
| 2012年                        | 香港電台製作節目《移軸人生》之一樓一鳳 關注性工作者與香港主流社會價值觀矛盾（模擬片段） | 妓女                       |
| 2012年4月 - 2012年7月         | 香港有線電視直播靈異主持人選秀節目《怪談 · 異秀戰》                                     | 狐姬思                     |
| 2013年                        | 香港有線電視娛樂台 《喜愛夜蒲》                                                         |                            |
| 2013年                        | 香港有線電視重案實錄節目《一級重案》演出模擬片段                                        |                            |
| 2018年4月17日 - 2018年4月24日 | 《性敢中環》(香港)                                                                      | SM派對場主                 |
| 2018年11月27日                | ViuTV 劇集《好人好姐》                                                                  | 外賣模特兒 (僅只演第1集)   |
| 2019年4月3日 - 4月9日         | TVB時事熱話節目《東張西望》                                                             | 女騙子                     |
| 2019年8月4日                  | ViuTV 綜藝節目 《啪啪 Partner》                                                         | 節目嘉賓                   |

### 網絡媒體
| 年份                          | 出席網絡節目名称                                         | 演出                             |
| ----------------------------- | -------------------------------------------------------- | -------------------------------- |
| 2012年                        | 網上電台Uonlive                                          | 節目嘉賓                         |
| 2012年3月17日                 | 香港英語攝影網媒Digital Rev TV                           | 裸體掃描畫 裸體藝術模特兒        |
| 2015年                        | 低俗頻道火玫瑰                                           |                                  |
| 2016年9月                     | 網台謎米香港《全身濕之娃》                               | 火玫瑰 (主持)                    |
| 2016年                        | 網台謎米香港 《天下任我行》、《讀男科學館》 、《食住上》 | 節目嘉賓                         |
| 2016年                        | 網台《靈王府》第133集                                    | 節目嘉賓                         |
| 2017年                        | 網台The Triple X 介紹SM女王Flora調教狗奴                 | 節目嘉賓                         |
| 2019年                        | 法國歌手Samson的MV (香港)                                | 與曾上游等演出 飾演 派對伴舞女郎 |
| 2019年7月6日                  | 健身中心 Fitness Formula                                 | 網紅                             |
| 2020年7月7日 - 2021年1月上旬  | 網上直播 Uplive                                          | 唱跳聊天女主播                   |
| 2021年9月10日 - 2022年3月下旬 | 網上直播 Bigo Live                                       | 唱跳聊天女主播                   |
| 2022年4月3日                  | 網上直播 Sugarbook                                       | 唱跳聊天女主播                   |

### 雜誌媒體
| 年份                   | 雜誌名稱                             | 內容                    |
| ---------------------- | ------------------------------------ | ----------------------- |
| 2011年7月 - 2011年10月 | 新加坡男性雜誌《FHM》                | 封面女郎                |
| 2012年2月18日          | 旅遊消費雜誌《新假期》(香港)         | 靚煲王火鍋店 廣告模特兒 |
| 2016年11月             | 性感寫真雜誌《Bubble寫真月刊》(香港) | 封面女郎                |

## 角色形象

### 同性戀者丫鬟
自揭是同性戀者，因此參演客串角色《3D肉蒲團之極樂寶鑑》飾演鐵玉香的同性戀丫鬟，並稱對此角色沒有甚麼障礙，此外，第一次經驗是在澳洲生活時代，與男性化女孩一起練習鋼琴時在被摸。

### 冰火女廚神
NowTV 成人節目「冰火頻道」拍攝製作與裸體有關不同題材節目，裸體烹飪是由她提議想出來的，於節目中更身穿透明圍裙，並引述曾經接受新加坡男性雜誌FHM的訪問，為取悅男性朋友和尤其是在炎熱的夏天時，有時在家裸體下廚，此外，因為曾做裸體藝術模特兒，所以面對攝影及拍攝的鏡頭時已經習慣。她故意於2011年3月8日 (国际妇女节) 播出，是要挑釁良家婦女。拍攝後她的感想是不想再主持該節目，因為拍攝燈光效果的角度不佳及透明圍裙不漂亮，令導演不滿，但她更表示若下次拍攝與此有關節目時，建議製作人員順應她的上述感想下改善。

### 狐姬思
在靈異主持人選秀節目《怪談 · 異秀戰》之中，她曾經夢見被狐仙結緣，被稱為「狐姬思」。2013年，於中國內地商務表演期間，其中以「狐仙」造型。2016年，接受網絡電台訪問該節目的過去經歷。在Instagram及MeWe專頁稱在夏天時探靈比較安全，因為在冬天時很危險，會令精神失常。

### SM女王
《重口味》之「驚嘩春夢」的客串角色，飾演「SM女王」，故自稱為「女王」。 出席此影片的首映禮及為《Bubble寫真月刊》拍攝製作之中，其打扮該造型。 此外，於Facebook專頁透露，當正在回家途中，遇到陌生男子向她收為狗奴，並稱該男子大概看過宣傳此影片的首映禮，於是在酒店做職業SM女王調教狗奴賺錢。2021年9月起開設她的Twitter職業SM女王專頁，該專頁的內容是收取、調教狗奴。

## 代言廣告
| 年份          | 品牌名稱/店名                                                    | 內容                  |
| ------------- | ---------------------------------------------------------------- | --------------------- |
| 2017年3月     | Olay White Radiance 15秒臉膜效果化妝水廣告（僅限於中國內地巿場） | 飾演 運動 (瑜珈) 女孩 |
| 2021年2月17日 | BrauStyle美容中心（香港）                                        | 代言人                |
| 2023年3月22日 | 尖沙咀麻辣派對（餐館）（香港）                                   | 代言人                |

## 活動
| 年份                          | 活動名稱                                                   | 內容                                    |
| ----------------------------- | ---------------------------------------------------------- | --------------------------------------- |
| 2009年12月1日、2009年12月20日 | 第44屆香港工展會工展小姐選舉                               | 文理體藝會代表3號佳麗                   |
| 2010年                        | 香港傳藝節                                                 | 時裝表演模特兒                          |
| 2010年                        | 全能星模總決賽 - 夏日濕身大作戰 (香港)                     | 2號模特兒                               |
| 2011年                        | 泰國模特兒工作旅行                                         | [ 38 ]                                  |
| 2011年4月8日                  | 在旺角行人專用區宣傳《3D肉蒲團之極樂寶鑑》（香港）         | [ 113 ] [ 114 ]                         |
| 2011年4月12日                 | 在銅鑼灣行人專用區宣傳《3D肉蒲團之極樂寶鑑》首映禮（香港） | [ 115 ] [ 116 ]                         |
| 2011年4月20日                 | 在西九龍中心宣傳《3D肉蒲團之極樂寶鑑》（香港）簽名會       | [ 117 ] [ 118 ]                         |
| 2011年9月24日                 | 第7屆婚展會2011 (香港)                                     | 時裝表演模特兒                          |
| 2011年10月10日                | 在旺角行人專用區 人體彩繪模特兒（香港）                    | [ 122 ]                                 |
| 2012年9月                     | 新加坡 SpunkPunkFunk, The Cathay                           | 時裝表演模特兒                          |
| 2013年                        | 法國模特兒工作旅行                                         | [ 125 ] [ 126 ] [ 43 ]                  |
| 2013年7月 - 2014年9月         | 中國內地各省巿巡迴商演嘉賓暨粉絲見面會                     | [ 127 ] [ 128 ] [ 129 ] [ 103 ] [ 102 ] |
| 2022年1月                     | 中國廣州模特兒攝影                                         | [ 12 ] [ 36 ]                           |
| 2022年7月                     | 新加坡模特兒攝影                                           | [ 12 ] [ 36 ]                           |
| 2023年5月9日                  | 在深水埗與黃桂林等出席派發福袋慈善活動                     | [ 12 ] [ 13 ]                           |
| 2023年5月20日                 | 在麻辣派對尖沙咀分店辦生日會暨藝人合約補簽儀式             | [ 12 ] [ 13 ]                           |

## 其他
2022年4月14日，她參加在網上直播平台 Sugarbook 舉辦「比基尼泳衣之夜」，參賽泳衣是埃及艷后，獲得「最佳服裝獎」，並登在該平台的廣告。

## 外部連結
- 張淨思的Facebook專頁
- 張淨思的Instagram帳戶
- 張淨思的X（前Twitter）
- 張淨思的Mewe專頁